# Buji
Buji è una delle ventisette aree a governo locale (local government areas) in cui è suddiviso lo Stato di Jigawa, nella Repubblica Federale della Nigeria.
Conta una popolazione di 97.371 abitanti.